# 拓跋丘
拓跋丘（？—？），鲜卑名丘眷，北魏宗室、官员，世系不详。

## 生平
神䴥三年（430年）九月，魏太武帝拓跋焘亲自统帅军队前往平凉讨伐胡夏的赫连定，赫连定战败后撤退到鹑觚原，魏军将夏军围困了几天，切断夏军的水源和牧草供应，夏军人马饥渴。十一月丁酉（430年12月15日），赫连定率领部下从鹑觚原下山，魏太武帝诏令武卫将军拓跋丘攻击赫连定，夏军溃败，死了一万多人。赫连定受重伤，单人匹马逃走。
延和元年（432年）七月，魏太武帝亲自带兵征讨北燕的和龙。八月甲戌（432年9月12日），燕昭成帝冯弘命令数万人出城挑战，昌黎公拓跋丘和河间公拓跋齐击败了燕军，燕军死了一万多人。
太延元年（435）十一月，魏太武帝东巡冀州和定州，十二月取五回道返回平城，经定州中山郡，进入徐水河谷。魏太武帝即兴在猫儿岩下演示射术，射出的箭越过猫儿岩有三百多步，魏太武帝命令随从擅于射箭的将士数百人都去射箭，武卫将军、昌黎公拓跋丘也作为魏军中箭术出众的代表射箭，但没有超过魏太武帝的射程。